# 윤성빈 (야구 선수)
윤성빈(1999년 2월 26일 ~ )은 KBO 리그 롯데 자이언츠의 투수이다.

## 아마추어 시절
부산고등학교 2학년 때부터 팀의 에이스로 활약했고, 세계청소년선수권대회에 참가했다. 3학년 때는 투구폼을 수정하며 밸런스와 제구가 흔들렸으나 큰 키에서 나오는 타점과 강속구를 앞세워 최대어임을 입증했다. MLB과 KBO 중 고민하다가 한국에서 실력을 쌓기 위해 롯데 자이언츠의 1차 지명을 받고 입단했다.

## 롯데 자이언츠시절
2017년에 입단하였다. 입단 첫 해에는 팔꿈치 수술로 인해 1년 내내 재활에 몰두했다.
2018년 3월 25일 SK전에서 선발 등판하며 데뷔 첫 경기를 치렀고, 경기에서 5이닝 2실점을 기록하며 패전 투수가 됐다.

## 출신 학교
- 동일중앙초등학교
- 경남중학교
- 부산고등학교

## 통산 기록
| 연도 | 팀명  | 평균자책점 | 경기 | 완투 | 완봉 | 승 | 패 | 세 | 홀 | 승률  | 타자 | 이닝 | 피안타 | 피홈런 | 볼넷 | 사구 | 탈삼진 | 실점 | 자책점 |
| ---- | ----- | ---------- | ---- | ---- | ---- | -- | -- | -- | -- | ----- | ---- | ---- | ------ | ------ | ---- | ---- | ------ | ---- | ------ |
| 2018 | 롯데  | 6.39       | 18   | 0    | 0    | 2  | 5  | 0  | 0  | 0.286 | 235  | 50.2 | 51     | 5      | 36   | 3    | 65     | 36   | 36     |
| 2019 | 롯데  | 81.00      | 1    | 0    | 0    | 0  | 1  | 0  | 0  | 0.000 | 4    | ⅓    | 0      | 0      | 3    | 0    | 0      | 3    | 3      |
| 2021 | 롯데  | 0.00       | 1    | 0    | 0    | 0  | 0  | 0  | 0  | 0.000 | 5    | 1    | 0      | 0      | 1    | 0    | 0      | 0    | 0      |
| 2024 | 롯데  | 45.00      | 1    | 0    | 0    | 0  | 1  | 0  | 0  | 0.000 | 9    | 1    | 4      | 1      | 2    | 0    | 1      | 5    | 5      |
| 통산 | 4시즌 | 7.47       | 21   | 0    | 0    | 2  | 7  | 0  | 0  | 0.222 | 253  | 53   | 55     | 6      | 42   | 3    | 66     | 44   | 44     |